# Giuseppe Lubatti
Giuseppe Lubatti (Torino, ... – Milano, 25 aprile 1938) è stato un calciatore italiano, di ruolo centrocampista.

## Carriera

### Calciatore
Tra le file dell'Internazionale Torino sin dalla fondazione nel 1891.
Con l'Internazionale Torino disputò la finale nel 1899, perdendola con il Genoa.
Nel 1900, a causa di una crisi finanziaria l'Internazionale Torino è costretta a fondersi con il Torinese, in cui rimase un titolare. Con il suo nuovo club raggiunge la sua seconda finale di campionato, che perderà nuovamente contro il Genoa.
Rimase con gli arancio-neri solo una stagione.